# Contribución especial
Contribuciones especiales son los tributos cuyo hecho imponible consiste en la obtención por el obligado tributario de un beneficio o de un aumento de valor de sus bienes como consecuencia de la realización de obras públicas o del establecimiento o ampliación de servicios comunitarios, y cuya recaudación está afectada a la financiación de dichos servicios u obras.
Su importancia en el montante global de los ingresos públicos es marginal, aunque llama la atención de los estudiosos por el hecho de que se sustituye el principio de la capacidad económica por el del beneficio. Esto es, no paga más el que más tiene, sino que paga más el que más se beneficia por la obra o servicio en cuestión.
Otra especialidad de la contribución especial es que los ingresos que se recaudan a través de la misma están adscritos a un gasto concreto, que es el que da lugar al cobro de la misma, en lugar de formar parte genérica de los ingresos a repartir en los Presupuestos Generales del Estado.